# Carl Liebermann
Pour les articles homonymes, voir Liebermann.
Carl Theodore Liebermann (23 février 1842, Berlin – 28 décembre 1914, Berlin) est un chimiste allemand et est notamment l'élève d'Adolf von Baeyer. Il est le premier à synthétiser l'alizarine.

## Biographie
Carl Liebermann, né en 1842 à Berlin, est le fils d'un entrepreneur du textile, Benjamin Liebermann. À partir de 1861, il étudie la chimie à l'université de Heidelberg, notamment sous la direction de Robert Wilhelm Bunsen. Il est par ailleurs membre de la « Burschenschaft Allemannia (de) ».
À partir de 1862, il travaille au laboratoire d'Adolf von Baeyer, à l'université Humboldt de Berlin. Il y obtient son doctorat en 1865.
En 1868, associé à Carl Graebe, Liebermann réussit la synthèse de l'alizarine, un colorant rouge-orangé. Il obtient en 1870 son habilitation. En 1872, il succède à Adolf von Baeyer à la tête du laboratoire, ce dernier partant à l'université de Strasbourg. En 1873, il devient professeur.
Il prend sa retraite en 1914, et meurt peu après,.

## Travaux

L'alizarine, colorant rouge-orangé synthétisé par Liebermanm.

En 1868, Liebermanm découvre que l'alizarine peut être réduite en anthracène, un des principaux composés du goudron. Cette découverte ouvre la voie à la fabrication d'alizarine synthétique,.
Le brevet de Liebermann et Carl Graebe pour la synthèse de l'alizarine à partir de l'anthracène fut déposé un jour avant celui de William Henry Perkin. Cette synthèse comprend une chloration ou une bromation de l'antracène, suivie d'une oxydation, formant l'alizarine. La coopération avec BASF, spécialement avec Heinrich Caro, permit une production à grande échelle de l'alizarine.